# 三宅神社 (亀岡市)
三宅神社（みやけじんじゃ）は、京都府亀岡市三宅町にある神社。式内社。旧社格は村社。
別称として「三宅稲荷」と称され、かつては「叢稲荷」「草分稲荷」とも称した。

## 祭神
- 倉稲魂命 （うかのみたまのみこと）[2]
- 稚産霊命 （わくむすびのみこと）
- 豊保食命 （とようけもちのみこと）

3柱はいずれも穀物に関する神である。

## 歴史

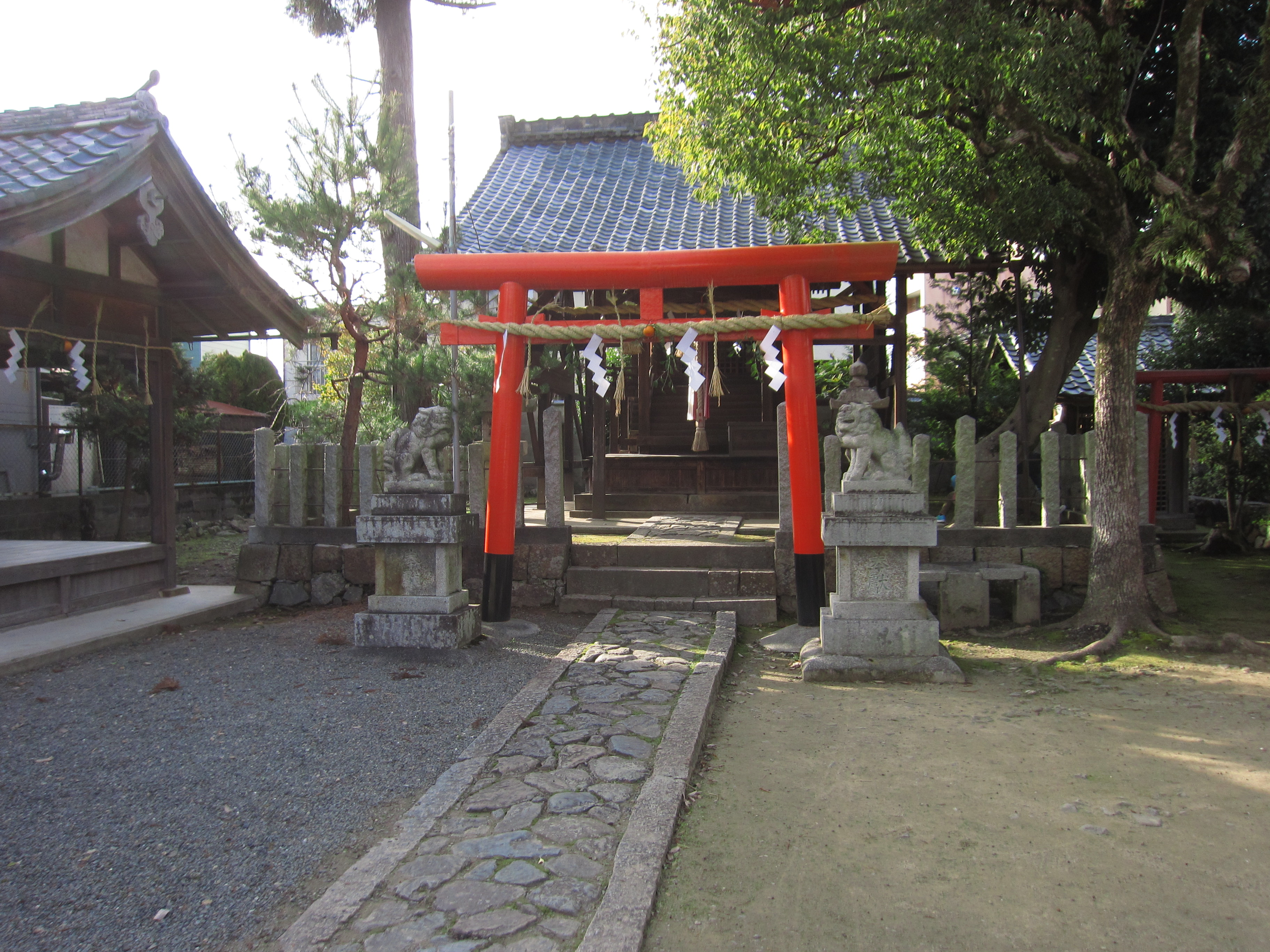
境内
中央に本殿、左端に舞殿、右端に豊受大神。

創建は不詳。当地に屯倉（みやけ：朝廷の直轄地）が設けられたことによるとされる。当地との関係は不明ながら、『日本書紀』には安閑天皇2年（535年?）に丹波国に「蘇斯岐（そしき）」の屯倉が置かれたという記載もある。また、古くは郡の役所である郡家（郡衙）を「こおりのみやけ」と読んだこと、一帯は広い平坦面を有していること、屯倉の存在を物語る当社があることなどから、当地周辺に桑田郡の郡家があり中心地であったとする説もある。付近からは祭祀に使用するための土器を作ったと思われる多数の窯跡が見つかっている。
平安時代中期の『延喜式』神名帳では丹波国桑田郡に「三宅神社」と記載され、式内社に列している。
古くは1町四方にもなる広大な社地を有していたと伝えられるが、天正の兵火や寛文3年（1663年）等の火災により縮小した。現在の社は延宝元年（1673年）の再建で、元禄11年（1698年）に上屋が設けられた。
明治6年に近代社格制度において村社に、明治40年に指定村社となった。

## 摂末社
- 豊受大神
- 稲荷社

## 現地情報
所在地
- 京都府亀岡市三宅町121

交通アクセス
- 最寄駅：西日本旅客鉄道（JR西日本）嵯峨野線 亀岡駅または馬堀駅 （徒歩約15分）

周辺
- 亀山城跡